# Campionato mondiale di baseball 1982
Il XXVII Campionato mondiale di baseball si tenne dal 4 al 14 settembre 1982 in Corea del Sud.

## Classifica finale
| Pos. | Squadra         |
| ---- | --------------- |
|      | Corea del Sud   |
|      | Giappone        |
|      | Stati Uniti     |
| 4    | Taipei cinese   |
| 5    | Canada          |
| 6    | Paesi Bassi     |
| 7    | Panama          |
| 8    | Rep. Dominicana |
| 9    | Australia       |
| 10   | Italia          |

## Risultati
|                 | Italia | Australia | Rep. Dominicana | Panama | Paesi Bassi | Canada | Taipei cinese | Stati Uniti | Giappone |
| --------------- | ------ | --------- | --------------- | ------ | ----------- | ------ | ------------- | ----------- | -------- |
| Corea del Sud   | 1-2    | 7-6       | 3-0             | 4-2    | 11-0        | 5-1    | 6-0           | 2-1         | 5-2      |
| Giappone        | 2-3    | 14-7      | 6-3             | 7-2    | 5-0         | 18-7   | 3-2           | 4-1         | -        |
| Stati Uniti     | 13-2   | 7-1       | 5-1             | 7-6    | 11-3        | 0-1    | 3-2           | -           | -        |
| Taipei cinese   | 2-0    | 11-8      | 3-1             | 4-3    | 6-4         | 17-11  | -             | -           | -        |
| Canada          | 10-6   | 7-4       | 8-18            | 2-0    | 8-4         | -      | -             | -           | -        |
| Paesi Bassi     | 12-11  | 2-6       | 8-2             | 6-5    | -           | -      | -             | -           | -        |
| Panama          | 8-4    | 6-4       | 3-2             | -      | -           | -      | -             | -           | -        |
| Rep. Dominicana | 6-5    | 10-5      | -               | -      | -           | -      | -             | -           | -        |
| Australia       | 6-4    | -         | -               | -      | -           | -      | -             | -           | -        |

| Pos. | Squadra         | G | V | P | PF | PS | %    |
| ---- | --------------- | - | - | - | -- | -- | ---- |
| 1    | Corea del Sud   | 9 | 8 | 1 | ?  | ?  | .889 |
| 2    | Giappone        | 9 | 7 | 2 | ?  | ?  | .778 |
| 3    | Stati Uniti     | 9 | 6 | 3 | ?  | ?  | .667 |
| 4    | Taipei cinese   | 9 | 6 | 3 | ?  | ?  | .667 |
| 5    | Canada          | 9 | 5 | 4 | ?  | ?  | .556 |
| 6    | Paesi Bassi     | 9 | 3 | 6 | ?  | ?  | .333 |
| 7    | Panama          | 9 | 3 | 6 | ?  | ?  | .333 |
| 8    | Rep. Dominicana | 9 | 3 | 6 | ?  | ?  | .333 |
| 9    | Australia       | 9 | 2 | 7 | ?  | ?  | .222 |
| 10   | Italia          | 9 | 2 | 7 | ?  | ?  | .222 |

G : giocate, V : vinte, P : perse, PF : punti fatti, PS : punti subiti, % : percentuale vittorie.